# 华兴证券
华兴证券有限公司，（曾用名华菁证券有限公司）是经中国证监会批准，国内第二家根据内地与香港关于建立更紧密经贸关系的安排补充协议十（简称“CEPA10”）的具体指引正式设立的合资全牌照证券公司。2016年8月，华兴证券在上海市虹口区注册成立，并于同年11月正式开业。公司总部设在上海，注册资本为人民币30.24亿元。
2017年10月，华菁证券董事会任命原中信证券执行委员会委员刘威担任总经理。2020年12月17日，为了进一步提升品牌知名度，最大化发挥股东方华兴资本集团品牌价值，“华菁证券有限公司”正式更名为“华兴证券有限公司”。更名后，该公司业务主体和法律关系不变，该公司名称变更不影响原有的各项权利及义务。华兴证券同时变更了公司标志与华兴资本相一致。与其他合资券商相似，华兴证券自成立以来连年亏损，仅2019年实现盈利。2020年，华兴证券投行业务低迷，股票承销收入减少；但其母公司华兴资本营收净利润均创历史新高。